# Summertime (album)
Pour les articles homonymes, voir Summertime (homonymie).
Albums de Biréli Lagrène et Sylvain Luc
Duet
(1999)
Summertime est un album des guitaristes de jazz Biréli Lagrène et Sylvain Luc sorti en 2009.

## Description
Dix ans après Duet, Sylvain Luc et Biréli Lagrène enregistrent un nouvel album en duo. Les compositions sont presque toutes des standards que les deux guitaristes réinterprètent par un dialogue constant, rythmique, mélodique et harmonique,.

## Titres
| No  | Titre                       | Musique                                       | Durée |
| --- | --------------------------- | --------------------------------------------- | ----- |
| 1.  | Summertime                  | George Gershwin, Ira Gershwin, DuBose Heyward | 6:00  |
| 2.  | So What                     | Miles Davis                                   | 4:07  |
| 3.  | On The Fourth Of July       | James Taylor                                  | 3:50  |
| 4.  | Spain                       | Chick Corea                                   | 6:17  |
| 5.  | My One and Only Love        | Guy Wood, Robert Mellin                       | 3:48  |
| 6.  | Wave                        | Antônio Carlos Jobim                          | 6:37  |
| 7.  | All the Things You Are      | Jerome Kern, Oscar Hammerstein II             | 4:58  |
| 8.  | Got A Match                 | Chick Corea                                   | 2:39  |
| 9.  | Can’t Take My Eyes Off You  | Bob Crewe, Robert Gaudio                      | 7:12  |
| 10. | On Green Dolphin Street     | Ned Washington, Bronislaw Kaper               | 6:25  |
| 11. | Interlude                   | Biréli Lagrène, Sylvain Luc                   | 0:43  |
| 12. | Someday My Prince Will Come | Frank Churchill, Larry Morey                  | 4:44  |

## Musiciens
- Biréli Lagrène – Guitare
- Sylvain Luc – Guitare